# Apeadeiro de Azinheira dos Barros - A
O apeadeiro de Azinheira dos Barros - A (até 2014, simplesmente de Azinheira dos Barros) é uma interface encerrada da Linha do Sul, que servia a localidade de Azinheira dos Barros, no concelho de Grândola, em Portugal.

## Descrição

### Caraterização física
O edifício de passageiros situa-se do lado nascente da via (lado esquerdo do sentido ascendente, para Faro).

## História
Em Julho de 1916, estava previsto para breve a construção do lanço da Linha do Vale do Sado entre Lousal e Grândola, com estações servindo as localidades de Azinheira dos Barros e Canal Caveira. A ligação entre Lousal e Canal Caveira entrou ao serviço em 20 de Setembro desse ano.
Em 1980, Azinheira dos Barros tinha já[desde] estatuto de apeadeiro, o qual manteve até à sua supressão: Em Dezembro de 2011, a operadora Comboios de Portugal suprimiu os comboios regionais na Linha do Sul, pelo que várias estações e apeadeiros, incluindo a de Azinheira dos Bairros, ficaram sem quaisquer serviços.

Em 2014 esta interface passou a designar-se Azinheira dos Barros - A, passando a designação original para a estação técnica homónima, ao PK 118+500.